# 三久保角男のハミングサタデー
『三久保角男のハミングサタデー』（みくぼすみおのハミングサタデー）は、1984年4月14日から1986年10月4日まで、土曜日の午前の時間帯に放送された、CBCラジオ（中部日本放送）制作のラジオワイド番組。

## パーソナリティ
- 三久保角男
- 斎藤悠子

## 放送時間
- 毎週土曜日 9:00 - 10:45 （1984年4月14日 - 1986年3月29日）
- 毎週土曜日 9:00 - 10:15 （1986年4月5日 - 1986年10月4日）
  - 『かんぽサウンドレター 〜草野仁のご一緒しませんか〜』（TBSラジオ制作）が土曜日18:00 - 18:30枠から土曜日10:15 - 10:45枠へ移動して来たため短縮。

## 概要
月曜日から土曜日まで通して、午前9:00からの放送だった『ラジオ朝市』の、土曜日版が1984年4月7日で終了した後、この時間は土曜日の独立した編成となってスタートした番組である。
スタート当初の番組コンセプトは「ひと味違うおしゃれなタウン情報」を扱う番組であることがセールスポイントということであり、30代のヤングミセス層をリスナー対象としておしゃれな生活情報と音楽で構成する番組として開始、街に出たレポーターが持ち込む情報やリスナーから電話で寄せられる情報をふんだんに採り上げていた。第一回放送日の1984年4月14日付中日新聞ラジオ欄には「ヤングミセスのためのおしゃれなラジオ」と紹介されていた。その他、この一週間の出来事を簡潔に伝えるコーナーも設けられていた。音楽のリクエストも電話で受け付けていた。
1986年10月改編で本番組は終了し、直前の枠の番組『おはようCBC』の土曜日版と統合した形の2時間40分（7:15 - 9:55）のワイド番組『サタデーワイド〜三久保角男の気分はウィークエンド〜』がスタート、三久保角男は引き続きこの番組でもパーソナリティを務めた。

## 主なコーナー
- ウィークエンドトピックス
  - 政治、経済、文化、芸能など各面のこの一週間をグラビア仕立てにして振り返り、その出来事をコンパクトに伝える[1][2]。更にその中から1～2項目を採り上げて名古屋大学環境医学研究所の中野雅雄が心理学の立場から解説していた[2]。
- インフォメーションボックス
  - 素敵と思った人物や話題の店など、街の面白いことなどの様々な情報を事細かに取り上げて送る[1][2]。
- グルメランド
  - 「食べることもおしゃれの条件」という趣旨で、レポーターのリリー・ディーンがおいしい食べ物の情報を紹介[1][2]。
- ウィークエンドベストセラー
  - CBC放送エリア内の主な書店を対象にデータを集めて毎週ベストセラーランキングを決定、話題の本もレポートして特集[2]。
- カルチャーウェーブ
- スポーツシャッター
  - スポーツアナウンサーの後藤紀夫が中心となり、その週のスポーツ情報を解説[2]。
- メルサラジオショッピング